# Автоматизированные системы управления горно-транспортным комплексом

## Состав системы
Стандартная система управления ГТК состоит из диспетчерского пульта и мобильного оборудования, установленного на горной технике. Наличие оборудования на мобильном оборудовании обеспечивает связь между диспетчером и оператором техники. Основная функция АСУ ГТК состоит в возможности ритмичного управления производством. По сравнению с привычным методом ведения горных работ, когда транспортными потоками управляет человек, находящийся на участке, при использовании системы повышается скорость реакции на отклонения в работе ГТК. Преимущество по сравнению с ручным управлением достигается за счет инструментального контроля за работой оборудования, когда корректировки в работе ГТК принимаются в режиме реального времени на основании актуальных числовых данных. Данный вид принятия решений имеет более предсказуемое влияние на показатели работы ГТК.

## Области применения АСУ ГТК

### Комплекс экскаватор-самосвал
Внедрение систем управления ГТК началось с оптимизации работы самой затратной и самой значимой части горнотранспортного комплекса. Целью внедрения системы для комплекса экскаватор-самосвал является задача по минимизации времени простоев экскаваторов и самосвалов. Любое предприятие внедряя систему получает лучший контроль и управляемость производством, значимость системы повышается с увеличением количества и видов оборудования.

#### Оптимизация работы ГТК
Большое количество точек погрузки и разгрузки, различные скорости движения, различные геометрические параметры оборудования и большое количество других факторов создают необходимость в периодическом перераспределении или остановке оборудования. Система АСУ ГТК позволяет максимально эффективно решить задачу по управлению работой ГТК в автоматическом или ручном режиме, в зависимости от класса используемой системы.
Система управления ГТК позволяет управлять качеством добываемого сырья, корректно распределяя различные типы материалов по местам разгрузки.
Система обладая полнотой информации, в том числе, о качестве и виде добываемого сырья обеспечивает правильное распределение техники для выполнения плана.

### Подземные горные работы
В сравнении с открытыми горными работами, где коэффициент использования техники доходит до 90-95%, актуальность системы управления для подземных работ, где аналогичный коэффициент в редких случаях превышает 60% существенно повышается. Система повышает не только коэффициент использования оборудования, но и позволяет эффективно управлять подземными горными работами. Система состоит из оборудования связи, бортового оборудования, установленного на мобильном оборудовании и центрального пульта диспетчера. Система даёт контроль за процессами, происходящими под землей, сокращает технологические простои, собирает статистическую информацию для анализа и корректировок методов выполнения работ.

### Управление вспомогательным оборудованием
Включение вспомогательного оборудования в систему управления ГТК имеет смысл при высокой стоимости времени работы каждой отдельной единицы или при необходимости соблюдения технологии добычи.

### Управление буровым оборудованием
С начала 2000-х годов широкое распространение получило применение высокоточной навигации для буровых станков. Применение данной технологии позволяет сократить затраты на буровые работы и повысить производительность оборудования.

### Повышение безопасности горных работ
Использование системы АСУ ГТК в определённой степени повышает безопасность ведения горных работ за счёт беспрерывного отслеживания статуса оборудования, немедленной реакции на любые отклонения в поеведении операторов техники. В качестве дополнительного средства связи к рации операторы могут подать тревожный сигнал с помощью системы.

### Мониторинг технического состояния оборудования
За счёт использования беспроводной передачи данных система АСУ ГТК позволяет вести мониторинг технического состояния карьерного оборудования (например системы MineCare или ReadyLine). Для этого контроллеры, ответственные за техническое состояние машины, подключаются к оборудованию системы АСУ ГТК и обеспечивается передача информации на центральный сервер. Централизованна обработка данных позволяет делать объективные выводы о состоянии техники удалённо, непосредственно в цикле её работы, без остановки. Это позволяет сократить затраты на первичную диагностику техники при её остановке или вовсе не останавливать машину.
Как часть направления возможна интеграция с системами СКДШ для удалённого отслеживания давления шин карьерных самосвалов.

## Перспективы развития систем АСУ ГТК

### Удалённое управление техникой
Технология позволяет управлять горной техникой при использовании беспроводной передачи данных с ориентацией на местности с помощью спутниковой навигации и видеосвязи. При использовании данного инструмента оператор может находиться на неограниченном расстоянии от места производства работ. Удалённый контроль техники позволяет исключить присутствие человека на высокоопасных местах работы. Подход может применяться в местах, где нахождение людей наносит высокий вред здоровью. Использование удалённого контроля позволяет использовать одного оператора для контроля нескольких единиц оборудования, например таких как буровые станки, где непосредственное бурение скважины на целевую глубину может полностью происходить в автоматическом режиме, а переезд на новую скважину выполняться удалённо человеком.

### Автономные перевозки
Учитывая особенности горного производства с начала XXI века компании производители горного оборудования начали работы по автоматизации добычи полезных ископаемых. Начиная с 2008 года, когда был реализован первый полностью автоматизированный автосамосвальный комплекс. На 2016 год в мире реализовано более 5 польностью безоператорных комплексов. Предпринимаются усилия по автоматизации работы всех единиц оборудования, включая буровые станки, бульдозеры, грейдеры, экскаваторы. Применение технологии обеспечивает практически идеальную ритмичность производства, снижение издержек, минимизирует простои оборудования.

## Известные производители
- СОЮЗТЕХНОКОМ (Россия)
- Modular Mining Systems[англ.] (США)
- Wenco (Канада)
- Mine Sense 4 Miners (Перу)
- Jigsaw (Leica Geosystems, Hexagon Mining) (США)
- ВИСТ (Россия)
- MineStar (США)
- MICROMINE (Pitram) (Австралия)
- K-MINE (Украина)
- RIT-Automation (Россия)
- АйТи Майнинг (Россия)